# 羅斯128b
羅斯128b（Ross 128 b）是一顆已確認存在的太陽系外行星，其體積與地球近似，被認為是岩石組成的類地行星。該行星的母恆星為紅矮星羅斯128，並且位於母恆星適居帶內部。羅斯128b是至今發現的距離地球第2近的潛在適居行星，距離地球約11光年 ，只有比鄰星b比它更接近地球。天文學家使用設於智利拉西拉天文台的攝譜儀高精度徑向速度行星搜索器（HARPS）十年的徑向速度觀測資料發現羅斯128b。羅斯128b是距離地球最近的太陽系外行星之一，也被認為是適居行星的條件最佳候選天體之一。羅斯128b的質量只比地球高出35%，並且從母恆星接收的輻射能也只比地球高38%，因此被天文學家認為如果該行星擁有大氣層，其表面溫度可讓液態水存在。
根據網路媒體Exoplanets Channel，羅斯128b可能是岩石質系外行星，這是因為至今發現質量小於地球4倍的系外行星都已被證實為岩石質行星。
羅斯128b不會對母恆星發生凌星事件，因此目前要對羅斯128b可能存在的大氣層進行觀測是極為困難的，一般認為需要等到欧洲极大望远镜或詹姆斯·韦伯太空望远镜等巨型望遠鏡啟用後才能進行對其大氣層的觀測。

## 行星狀態

### 質量、半徑與表面溫度
因為羅斯128b是以徑向速度量測的方式發現，目前對該行星唯一已知的物理參數為可能的質量下限。羅斯128b的質量至少為1.40 M🜨（約8.06×1024 kg）。這個值稍大於與它類似狀態的比鄰星b（1.27 M🜨）。羅斯128b的質量顯示它最可能是主要由岩石組成，並擁有固態表面的類地行星，並且其體積與地球相近。然而，因為天文學家無法觀測到羅斯128b對母恆星的凌星現象，至今仍無法得知它的質量與半徑精確值。如果由純鐵組成，其半徑大約為0.5 R🜨，而全由氫和氦組成則可能為3.0 RE；但這兩項條件都是不合理的極端狀態。假設它的組成物質是較為合理的類似地球組成的話，它的半徑將大約是1.10 R🜨（約7008公里）。以該半徑值可得知它的密度將稍高於地球，這是因為類地行星的密度是隨著體積而增加。這將使該行星的表面重力為10.945 m/s2，約為地球的1.12倍。
羅斯128b的表面溫度估算值與地球接近，是潛在可使生命誕生與演化的條件。發現羅斯128b的團隊以反照率（天體反射恆星輻射與該天體表面接收恆星總輻射的兩者比率）0.100、0.367和0.750建立三個不同模型。以這些反照率參數得到羅斯128b表面的溫度Teq分別是294、269與213 K。如以類似地球表面的反照率值0.3計算，它的表面溫度將是280 K（7°C），比地球的平均溫度低8 K。而羅斯128b的實際表面溫度則取決於未知的大氣層參數，如果它有大氣層存在的話。

### 軌道與運轉
羅斯128b的軌道相當接近母恆星，軌道周期約9.9日。軌道半長軸0.0496 AU（7.42 × 106 km）。軌道形狀相當接近圓形，離心率為0.036，但目前這個值的誤差範圍相當大。相較之下地球與太陽平均距離為1.49億公里，為羅斯128b與母恆星距離的20倍。因為它與母恆星相當近的距離，很可能已受到潮汐鎖定，即其中一面因為永遠面對恆星而為永晝，背對恆星的另一面為永夜。

### 母恆星
羅斯128b的環繞M型矮星羅斯128。該恆星的質量為太陽的17%，半徑為太陽的20%。它的表面溫度為3192 K，光度為0.00362 L☉，年齡為94.5±6.0億年。相較之下，太陽表面溫度5772 K，年齡約45億年。羅斯128距離地球只有11.03光年，是距離地球最近的20顆恆星之一。

## 適居性
天文學家目前仍無法確認羅斯128b正好位於母恆星的適居帶內部。它似乎在適居帶的內部邊緣區域，因為它接受自母恆星的輻射能比地球高38%。適居帶的定義為恆星周圍特定區域內的行星表面溫度適合足夠濃厚的大氣層存在，進而讓行星表面存在液態水，這是生命發展的關鍵因素。羅斯128b接收的輻射通量稍高，並因為其中一面永遠面對恆星，使它比地球更容易流失液態水。然而，如果它存在與地球類似的大氣層，就能夠將來自恆星的能量分散到整個行星，讓它表面更大範圍的區域為潛在液態水存在區域。此外，羅斯128b的發現者薩維爾·邦菲斯（Xavier Bonfils）指出，面對恆星的一側可能會有明顯的雲層覆蓋，這將阻擋大量恆星入射能量，並保持行星表面溫度不至於過高。根據計算，羅斯128b的表面溫度不低於280 K，並且它的地球相似指數為0.86，與魯坦星b並列第三高。
羅斯128b被認為是至今所發現在溫度、體積和較不活躍母恆星這幾方面與地球最相似的行星之一。羅斯128b與地球質量相當接近，並且半徑只比地球高10%，因此表面重力將稍高於地球。另外，它的母恆星羅斯128是一顆穩定活動演化階段的恆星。比鄰星和TRAPPIST-1等許多紅矮星容易因為強磁場爆發對生物是致命性的強烈耀斑。如果一顆行星在數十億年間長期暴露在強烈的耀斑之下，就可能使行星的大氣層被剝離，使行星表面可能受到危險劑量輻射而成為連微生物都無法生存的環境。雖然羅斯128也會產生強烈耀斑，但發生頻率低於先前發現有行星的其他紅矮星，並且強度也較低。這樣的條件使羅斯128b的大氣層被剝離的可能性下降（如果羅斯128b擁有大氣層的話），並且使大氣層在地質時間尺度上的作用機率增加。
直到2017年，天文學家因為無法觀測到羅斯128b對母恆星的凌星現象，無法確認它是否有大氣層存在。然而，即將運作的太空望遠鏡，例如詹姆斯·韦伯太空望远镜和即將開始觀測的地面大型望遠鏡，例如30米望远镜和欧洲极大望远镜，也許不需要觀測凌星現象也能觀測並分析羅斯128b的可能存在的大氣層成分。對該行星的大氣層觀測目標是為了在其中找到生物印記，例如氧、臭氧和甲烷等生物過程中產生的化學物質。

## 外部連結
- Astronomers heard “weird” signals from direction of Ross 128[] (Skymania)